# Ère Yōwa
L'ère Yōwa (養和) est une des ères du Japon (年号, nengō, lit. « nom de l'année ») après l'ère Jishō et avant l'ère Juei. Cette ère couvre la période allant du mois de juillet 1181 au mois de mai 1182. L'empereur régnant est Antoku-tennō (安徳天皇).

## Changement d'ère
- 1181 Yōwa gannen (養和元年?) : Le nom de la nouvelle ère est créé pour marquer un événement ou une série d'événements. L'ère précédente se termine là où commence la nouvelle, en  Jishō 5, le 14e jour du 7e mois de 1181[3].

## Événements de l'ère Yōwa
- 1181 (Yōwa 1, 25e jour du 11e mois) : Tokuko, ancienne consort du défunt empereur Takakura, adopte le nom de Kenreimon-in[4].
- 1181 (Yōwa 1) : Une famine de deux ans dévaste la région[5].

| Yōwa      | 1re  | 2e   |
| Grégorien | 1181 | 1182 |